# Ligne de Toulouse-Roguet à Sabarat
La ligne de Toulouse-Roguet à Sabarat, également appelée le Tacot de la Lèze est une ancienne ligne de chemin de fer secondaire du réseau départemental de la Haute-Garonne exploitée par la compagnie des chemins de fer du Sud-Ouest. Cette ligne à voie métrique parcourait le sud Toulousain vers la vallée de la Lèze de 1910 à 1938.

## Histoire
Le décret du 6 août 1907 promulgué au Journal officiel du 20 août 1907 déclare d'utilité publique plusieurs lignes locales de tramways, approuve les avenants aux conventions passées entre les préfets de la Haute-Garonne et de l'Ariège et la Compagnie de chemin de fer du Sud-ouest concernant la ligne entre Toulouse et Sabarat.
La ligne a été ouverte en 1905 de Toulouse à Saint-Sulpice-sur-Lèze ; le tronçon de Saint-Sulpice-sur-Lèze à Pailhès est inauguré en 1910, prolongé jusqu'à Sabarat en 1911.
Concurrencée par le développement du trafic automobile et surtout par la mise en service d'autocars, bien plus rapides et moins onéreux pour l'exploitant, la ligne est fermée au trafic voyageurs le 6 mai 1936 et le 30 avril 1938, pour les marchandises, après quoi elle est démantelée.

## Caractéristiques

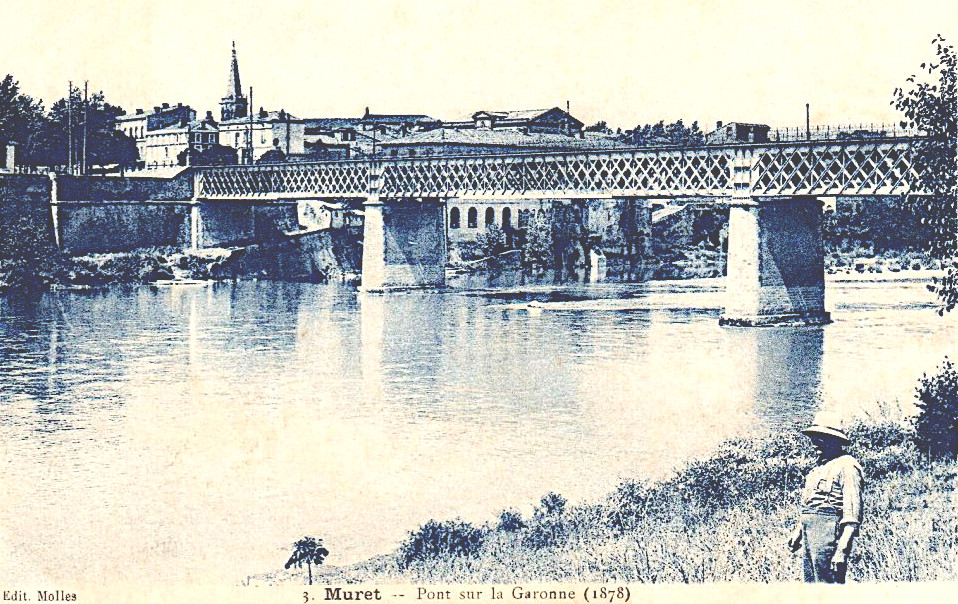
Le pont sur la Garonne de Muret lorsque la ligne l'empruntait.

Ainsi que quatre autres lignes à destination de Boulogne-sur-Gesse, Cadours, Sainte-Foy-de-Peyrolières et Lévignac, la ligne partait de la gare CFSO de Toulouse-Roguet qui était située dans le quartier Saint-Cyprien près de l'avenue Étienne-Billières (emplacement de l'actuelle cité Roguet, n°2 rue de Gascogne) entre les actuelles stations de métro Patte d'Oie et Saint-Cyprien – République. Elle longeait pour l'essentiel des routes existantes. Son terminus était à Sabarat, en Ariège, dans la vallée de l'Arize à l'issue d'un parcours de 76 km sans ouvrage d'art important (la Garonne était franchie à Muret sur le pont routier préexistant). La ligne longeait en grande partie la route.
La gare de Sabarat était à l'époque une gare importante qui connectait trois lignes : celle de la vallée de la Lèze, celle du Tacot du Volvestre reliant Carbonne dans une direction, et le Mas-d'Azil dans l'autre.

### Tracé
La ligne était longue de 76 km. 
Prenant son origine en gare de Toulouse-Roguet, elle desservait le quartier toulousain de Saint-Simon et les communes de Cugnaux, Seysses (gare de Seysses), Muret, Lagardelle-sur-Lèze, Beaumont-sur-Lèze, Saint-Sulpice-sur-Lèze et entrait en Ariège à Lézat-sur-Lèze, puis Saint-Ybars, Le Fossat, Artigat, Pailhès avec le franchissement du col de Menay (367 m) en site propre vers la vallée de l'Arize avant le terminus à Sabarat qui constituait une interconnexion avec la ligne de Carbonne au Mas-d'Azil également exploitée par la CFSO. Plusieurs haltes dotées d'un abri existaient comme à Eaunes, Pellepoix...

## Exploitation
Juste avant le déclenchement de la Première Guerre mondiale, la ligne était desservie par trois allers-retours quotidiens, et ses 68 kilomètres étaient parcourus en plus de quatre heures. Néanmoins, elle représentait un progrès important puisque, jusqu'alors, la plupart des déplacements se faisaient à pied ou par des services de voitures publiques, chères et peu attractives. Par exemple, un service existait entre le Mas-d’Azil et Carbonne  pour 1,75 franc (aller et retour), avec un trajet de cinq heures trente.

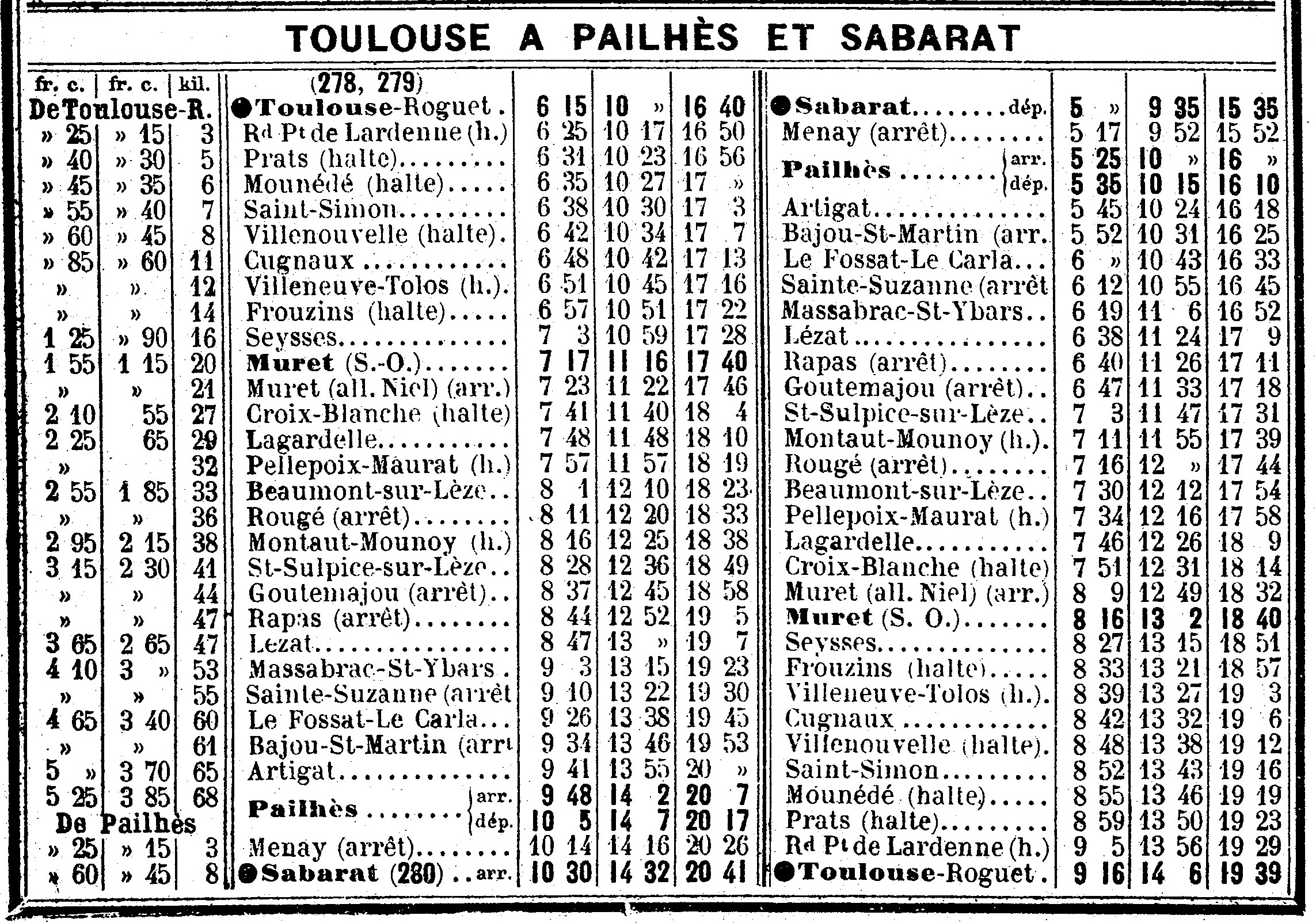
Horaires de la ligne en mai 1914.

## Vestiges
Si l'urbanisme toulousain a eu raison des vestiges de la ligne, plusieurs gares rénovées en habitation sont visibles par exemple à Beaumont-sur-Lèze, Saint-Sulpice-sur-Lèze, Le Fossat, Sabarat...
Des noms de rues rappellent cette histoire ferroviaire : le Chemin du Tortillard, à Saint-Sulpice-sur-Lèze et le chemin de la ligne, à Sabarat.